# IC 2016
IC 2016 — галактика типу S0 (спіральна галактика) у сузір'ї Телець.
Цей об'єкт міститься в оригінальній редакції індексного каталогу.